# Michael B. Klein
Michael B. Klein (* 1970 in USA; † 24. Dezember 2007 in Panama) war ein US-amerikanischer Unternehmer und Hedge-Fonds-Manager.

## Karriere
Klein hatte eine Ausbildung als Juris Doctor und Master of Business Administration.
Er war seit 2002 Eigentümer und CEO von Pacificor LLC in Santa Barbara (Kalifornien), die mehrere Hedge-Fonds verwaltet. Er wurde bekannt, als er im Jahre 2000 die von ihm geleitete Internet-Kommunikations-Firma eGroups, Inc. für 450 Mio. US-Dollar an Yahoo verkaufte, die heute als Yahoo! Groups bekannt ist. Klein begann bereits im Alter von 17 Jahren mit seiner Arbeit in der Wirtschaft. Er gründete und führte die MIBEK Corporation, die er 1992 verkaufte. Danach gründete er Transoft Networks, einen führenden Anbieter von Storage Area Networking Software, die von Hewlett-Packard im Mai 1999 übernommen wurde.

## Flugzeugunglück
Klein wurde von Rettungskräften am 26. Dezember 2007, zwei Tage nach dem Absturz eines Kleinflugzeugs, tot aufgefunden. Mit ihm kamen seine 13-jährige Tochter sowie der Pilot ums Leben, eine Freundin der Tochter war die einzige Überlebende. Die Gruppe war ursprünglich von Kleins Privatinsel in Panama zu einem Rundflug aufgebrochen, zum Zeitpunkt des Unglücks herrschte schlechtes Wetter.

## Auszeichnungen
- California State Legislature's Entrepreneur of the Year award
- South Coast Business & Technology Entrepreneur of the Year award